# Kasteel van Baranów Sandomierski
Het Kasteel van Baranów Sandomierski is een maniëristisch kasteel gelegen in het plaatsje Baranów Sandomierski in het woiwodschap Subkarpaten, in het zuidoosten van Polen. Het is een van de belangrijkste bouwwerken van Polen in deze stijl. Het kasteel staat ook bekend als het "kleine Wawel". Oorspronkelijk was het de verblijfplaats van familie Lubomirski, maar momenteel doet het dienst als museum, hotel en conferentiecentrum.

## Geschiedenis
Het kasteel werd gebouwd in de jaren 1591-1606 in de stijl van het Poolse maniërisme met rijkelijk ingerichte zolders, torens en een binnenplaats met arcades. Het wordt vermoed dat het kasteel een werk is van de beroemde Italiaanse architect Santi Gucci, de hofschilder van koning Stephen Báthory. In 1620 werd het kasteel gefortificeerd en in 1625 werden de kamers versierd met vroegbarokke decoraties. Deze decoraties werden uitgevoerd door de hoog aangeschreven Giovanni Battista Falconi.
Aan het einde van de 17e eeuw kwam het kasteel door een huwelijk in handen van de familie Lubomirski. Prins Józef Karol Lubomirski trouwde de eigenares van het kasteel, prinses Teofila Ludwika Zasławska, in 1683. Het kasteel werd vlak hierna verbouwd door de Nederlands-Poolse architect Tylman van Gameren (Tylman Gamerski), die werkte voor het hof van Jan III Sobieski. Tylman van Gameren veranderde zo het hele kasteel. Hij voegde de westelijke vleugelgalerij toe en verfraaide het interieur met bombastische laatbarokke versieringen. De galerij huisvestte vervolgens de kunstcollectie van de familie. Bijna twee eeuwen later werden alle kunstwerken vernield door enorme branden. De eerste keer was in 1848 (samen met de hele bibliotheek) toen het kasteel in bezit was van de familie Krasicki. Een tweede brand vond plaats in 1898 toen het kasteel in handen was van de familie Dolański. Na deze brand was een hele herstelling van het kasteel noodzakelijk. Dit gebeurde onder leiding van de architect Tadeusz Stryjeński uit Krakau. Bij deze reconstructiewerken werd van een kamer op het gelijkvloers een kapel gemaakt. Deze kapel werd ingericht in art-nouveaustijl met glas-in-loodramen en een altaar.
Het Kasteel van Baranów Sandomierski werd doorgegeven van familie op familie. Zo kwam het in bezit van de families Wiśniowiecki, Sanguszko, Lubomirski, Małachowski, Potocki en Krasicki. In 1867 wisselde het de laatste keer van familie. Het kasteel was vanaf dan in het bezit van Feliks Dolański. Het kasteel bleef in bezit van Dolański tot het uitbreken van de Tweede Wereldoorlog. Door de grote oorlogsschade werd het gebouw door de Poolse staat hersteld vanaf 1959 tot 1969.